# Гринцер, Павел Александрович
Па́вел Алекса́ндрович Гри́нцер (28 декабря 1928, Москва — 26 февраля 2009, там же) — советский и российский филолог-востоковед, исследователь литературы древней Индии. Доктор филологических наук (1975).

## Биография
Происходил из видной одесской семьи.
Окончил МГУ по специальности «классическая филология» (1951). Главный научный сотрудник Института мировой литературы (работал в институте с 1957 года), ведущий научный сотрудник Института высших гуманитарных исследований РГГУ (работал в институте с 1992 года).
Увлекался футболом.

### Семья
Дед — инженер, народоволец и социал-демократ Яков-Иосиф Моисеевич Гринцер (Янкель-Иосиф Мойше-Меерович Гринцер; 1865—?), был заместителем заведующего отделом экономики промышленности в ВСНХ РСФСР, многократно арестовывался как в дореволюционное, так и в советское время; бабушка — София Соломоновна (Хая-Сура Шлиомовна) Гринцер (урождённая Ганелина; 1863, Тирасполь — после 1933, Москва), также была членом «Народной воли». Тётя — врач Вера Яковлевна Гринцер. Двоюродный брат — Моисей Давидович Гринцер (1904—1991), экономист и мемуарист; брат деда — педагог Илья Моисеевич Гринцер (?—1942), дядя деда — ветеринар Сергей Григорьевич Гринцер. Троюродный брат — астрофизик Леонид Самойлович Марочник.
Родители — Александр Яковлевич Гринцер (1898—12.1941) и Мария Сергеевна Гринцер (1901—?) — участвовали в деятельности «Союзного бюро меньшевиков».
Сын — Николай (род. 1966), литературовед, член-корреспондент РАН.

## Научная деятельность
Исследования П. А. Гринцера отличает широкий компаративистский подход. В книгах об индийском эпосе для прояснения его крайне сложной структуры он демонстрирует аналогии его мотивам в эпосе и мифологии самых различных народов (отнюдь не только индоевропейских). Он широко использует т. н. формульную теорию Пэрри — Лорда и обосновывает первоначально устную природу индийского эпоса. По словам учёного, «не только исторические реалии, но и буквально каждый компонент содержания и формы древнеиндийского эпоса в генезисе своем многослойны и многообразны».
В своём исследовании классической индийской теории поэзии (1987) Гринцер даёт её подробнейшую характеристику и сопоставляет её с сочинениями античных авторов, а также учёных XX века. По его словам, «ценно то, что авторы индийских поэтик, не ограничившись — как нередко это бывает в современных исследованиях — констатацией феномена гиперсемантизации, пытались — и с очевидным успехом — теоретически и практически изучить его механизмы».
В написанной совместно с сыном монографии о генезисе литературной теории (2000) сопоставляет пять пар её концептов в Греции и Индии: (1) вдохновение и мастерство, (2) сакральное и поэтическое слово, (3) старая и новая песнь, (4) удовольствие и польза, (5) правда и вымысел.
Член редколлегии 1—4 томов «Истории всемирной литературы».
Умер в 2009 году. Похоронен на Ваганьковском кладбище.

## Основные работы
Диссертации
- Санскритская «обрамленная повесть». Автореф. дисс. … канд. филол. наук. М., 1962. 19 с.
- Древнеиндийский эпос. Устная и письменная традиция. Автореф дисс. … д. филол. наук. М., 1974. 45 с.

Монографии
- Древнеиндийская проза (Обрамленная повесть). М.: ИВЛ, 1963. 268 с. 1500 экз.
- «Махабхарата» и «Рамаяна». (Массовая историко-литературная библиотека). М., Худож. лит., 1970. 96 с. 8000 экз.
- Древнеиндийский эпос. Генезис и типология. (Серия «Исследования по фольклору и мифологии Востока»). М.: Наука (ГРВЛ), 1974. 424 с. 4800 экз.
- Бхаса. (Серия «Писатели и ученые Востока»). М.: Наука (ГРВЛ), 1979. 304 с. 4200 экз.
- Основные категории классической индийской поэтики. М.: Наука (ГРВЛ), 1987. 312 с. 2750 экз.
- Становление литературной теории. (Серия «Чтения по истории и теории культуры»). М.: РГГУ, 1996. 56 с.
- Эпохи взаимодействия литератур Востока и Запада. М.: РГГУ, 1997. 53 с.
- Тайный язык «Ригведы». М.: РГГУ, 1998. 70 с.
- Гринцер Н. П., Гринцер П. А. Становление литературной теории в Древней Греции и Индии. М.: РГГУ, 2000. 424 с. 1000 экз. — ISBN 5728104010

Статьи
- «Теория эстетического восприятия („раса“) в древнеиндийской поэтике» (1966)
- «Две эпохи литературных связей» (1971)
- «Эпос древнего мира» (1971)
- Карна в «Махабхарате» и Ахилл в «Илиаде» // Историко-филологические исследования, М., 1974;
- Эпические формулы в «Махабхарате» и «Рамаяне» // Типологические исследования по фольклору, М., 1975;
- Новая жизнь древней поэтики // «Вопросы литературы», 1976, № 6

Сборники
- Избранные произведения. В 2 т. Т.1. Древнеиндийская литература. М.: РГГУ, 2008. 544 с.

Переводы
- Жизнь Викрамы, или 32 истории царского трона / Пер. П. А. Гринцера. М.: ИВЛ, 1960. 236 с. 50 000 экз.
- Сомадева. Океан сказаний, 1967;
- Бхаса. Пригрезившаяся Васавадатта. Натака о статуе // Гринцер П. А. Бхаса. М., 1979. С. 213—296.
- Хитопадеша (Доброе наставление). Отрывки из Тантракхьяики (Книги назидательных рассказов) / Пер. П. Гринцера // Индийская средневековая повествовательная проза. М.: Худож. лит., 1982. С. 23-194.
- Дандин. Зеркало поэзии (Кавьядарша) / Пер. и комм. П. А. Гринцера // Восточная поэтика. Тексты, исследования, комментарии. М.: Вост. лит, 1996. С. 111—165.
- Бана. Кадамбари. / Пер. П. А. Гринцера. М.: Ладомир, 1995. 2-е изд. (Серия «Литературные памятники»). М., Наука. 1997. 664 с.
- Рамаяна. В 7 кн. Кн. 1-2. Балаканда (Книга о детстве). Айодхьяканда (Книга об Айодхье) / Пер. П. А. Гринцера. (Серия «Литературные памятники»). М.: Ладомир, 2006. 896 с. 1000 экз. Кн. 3. Араньяканда (Книга о лесе) / Пер. П. А. Гринцера. (Серия «Литературные памятники»). М.: Ладомир, Наука, 2014. 400 с. 1500 экз.

## Награды
Лауреат Государственной премии СССР (1990; за работу над энциклопедией «Мифы народов мира»), премии имени С. И. Тюляева (1993) и премии им. С. Ф. Ольденбурга РАН (1994; за серию монографий: «Древнеиндийская проза (обрамленная повесть)», «„Махабхарата“ и „Рамаяна“», «Древнеиндийский эпос. Генезис и типология», «Бхаса», «Основные категории классической индийской поэтики»).